# Hareton Earnshaw
Pour les articles homonymes, voir Earnshaw.

Hareton Earnshaw est un personnage du roman d'Emily Brontë, Les Hauts de Hurlevent. Il est le fils de Hindley Earnshaw et de son épouse Frances.

## Famille
Hareton Earnshaw nait dans le Yorkshire, aux Hauts de Hurlevent, en juin 1778. Il est le dernier des Earnshaw. Sa mère, Frances, meurt, trois mois après sa naissance, en septembre 1778. Il est alors élevé par Nelly Dean, la sœur de lait de son père, Hindley Earnshaw. Celui-ci, alcoolique depuis la mort de son épouse, maltraite et terrorise l'enfant. À la mort de Hindley, en septembre 1784, il est élevé par Heathcliff, qu'il considèrera toujours comme son père. Pour assouvir sa vengeance, ce dernier l'élève dans des conditions qui font de lui une brute inculte.

## Évolution du personnage
Il continue de vivre dans les mêmes conditions jusqu'à ce qu'il rencontre sa cousine Catherine Linton. Leur première rencontre a lieu en 1797. Il a alors un peu plus de dix-huit ans. Il la revoit quelque deux ans plus tard et finit par s'éprendre d'elle. À la suite d'une manœuvre de Heathcliff, Catherine épouse le fils de ce dernier, Linton Heathcliff, et doit venir vivre à Hurlevent. Les rapports de la jeune fille et de Hareton sont tout d'abord haineux, elle le méprisant, lui souffrant de cette attitude. Toutefois, quand Catherine devient veuve, leur relation devient plus amicale. À la fin du roman, les deux jeunes gens sont sur le point de se marier.

## Description
Hareton Earnshaw est décrit comme étant un jeune homme de haute taille, aux larges épaules, au teint et aux cheveux sombres. Il est ainsi le personnage qui ressemble le plus à Heathcliff. Isabelle Linton dit qu'il a dans les yeux quelque chose qui rappelle ceux de sa tante Catherine Earnshaw: il s'agit des yeux des Earnshaw, que l'on retrouve aussi chez son père Hindley et sa cousine Catherine "Cathy" Linton.